# Die Landeier
Die Landeier waren eine Stimmungs- und Karnevalsband aus dem ostwestfälischen Harsewinkel. Die Band bestand aus fünf Musikern und Sängern, die in Hoch- und Plattdeutsch sangen.

## Geschichte
Im Probenraum der Harsewinkler Rockband Naked Truth wurde am 20. Oktober 2000 die Idee geboren, mit einem Beitrag an der Närrischen Hitparade im WDR teilzunehmen. Bis zum Bewerbungsschluss am 11. November wurde der erste Titel Karneval im Bullenstall geschrieben und die Band zusammengestellt. Wenige Tage nach der Bewerbungsfrist kam die Bestätigung, dass die Landeier beim Wettbewerb Anfang 2001 teilnehmen durften. Sie kamen in das Finale, das in der Philipshalle in Düsseldorf ausgetragen wurde. Die Landeier gewannen den ersten Platz und durften im darauf folgenden Jahr 2002 zwar nicht teilnehmen, aber einen der Vorentscheide in Harsewinkel ausrichten.
Nach dem Gewinn der Hitparade traten die Landeier im April 2002 im Vorprogramm der Höhner auf.
Eine zweite Teilnahme an der närrischen Hitparade erfolge 2003. Die Landeier gewannen den Wettbewerb als erste Band überhaupt zum zweiten Mal. Ihr Siegerlied hieß Ick kann da nix an dohn. Nach diesem Erfolg spielten die Landeier als Vorband der Bläck Fööss. Beim Schlagerwettbewerb des Bund Westfälischer Karneval im Juli 2003 konnten sie den ersten Platz erringen.
Die Landeier produzierten weitere Titel zunächst bei den Gerig Musikverlagen, später im Papagayo-Label. Produzenten waren Thomas Brück, der auch die Höhner produzierte, sowie Klaos Löhmer, der unter anderem Tom Astor und Nicole produzierte. Es folgten diverse Auftritte im Rahmenprogramm der Närrischen Hitparade sowie in den Karnevalssendungen des WDR in den WDR Arkaden.
Die Band war bis zum Karnevalswochenende 2019 aktiv und hat sich dann nach 19 Jahren aufgelöst.

## Diskografie

### Singles
- Karneval im Bullenstall (2001)
- Die Mädchen aus Harsewinkel (2001)
- So wie du ist keine Kuh (2001)
- An der Theke, ja da werden wir uns wiedersehn (2002)
- Ick kann da nix an dohn (2003)
- Mareike (2003)
- Ohrwurm (2003)
- Das Feuerwehrlied (2003)
- Bouzouki (2004)
- Halt das Känguru fest! (2005)
- Danz op de Deel '06 (2006)
- We kick it – Á bola é redonda (2006)
- Bella Marie (2008)
- Horrido (2010)
- Das Fotolied (2011)
- Partybus nach Moskau (2016)
- Das will ich sehn (2016)

### Alben
- Hartgekocht – Güteklasse A (2007)
- 11 Jahre – das Jubiläums-Album (2012)
- Agrarpop (2016)

## Auszeichnungen
- Sieger der Närrischen Hitparade 2001 (Titel: Karneval im Bullenstall), 2003
- Sieger des Schlagerwettbewerbs des Bund Westfälischer Karneval 2003, 2008, 2009, 2010, 2012 (Titel: Mein Westfalenland), 2013 (Titel: Auf’m Land)
- 2. Platz des Schlagerwettbewerbs des Bund Westfälischer Karneval 2011
- Ehrenkappe des WDR 2002
- 2. Platz bei der Närrischen-Elf im Belgischen Rundfunk 2003, 2004
- 9. Platz der Jecksten Karnevalsbands im WDR
- 4. Platz im WDR 4-Jeckduell 2013 (Titel: Mein Westfalenland)